# Örlogskapten
Örlogskapten (från örlog, fornnordiskt ord för krig) är en taktisk officersgrad i många försvarsmakters flottor. Graden är placerad in under NATO-koden OF-3.

## Sverige
Örlogskapten (förkortning: örlkn) är sedan 1972 en taktisk officer i svenska flottan med tjänsteställning över kapten och under kommendörkapten. Mellan 1866 och 1972 hette motsvarande grad kommendörkapten av 2. graden och kommendörkapten hette kommendörkapten av 1. graden. Graden är inplacerad som OF-3 (NATO-kod "Officers"). Graden i dess utformning idag har burits sedan 2003 för att få ett mer internationellt utseende. Motsvarande tjänstegrad i armén, amfibiekåren och flygvapnet är major. 
Graden översätts till Lieutenant Commander på engelska.

### Gradbeteckning efter 2003
I flottan används sedan 2003 en 12,6 mm galon, en 6,3 mm galon och en ögla av 12,6 mm galon. Gradbeteckning på ärm bärs till innerkavaj samt mässdräkt i flottan. Då örlogskapten är en taktisk officersgrad bärs mössmärke för taktisk officer i flottan på skärmmössa och båtmössa.

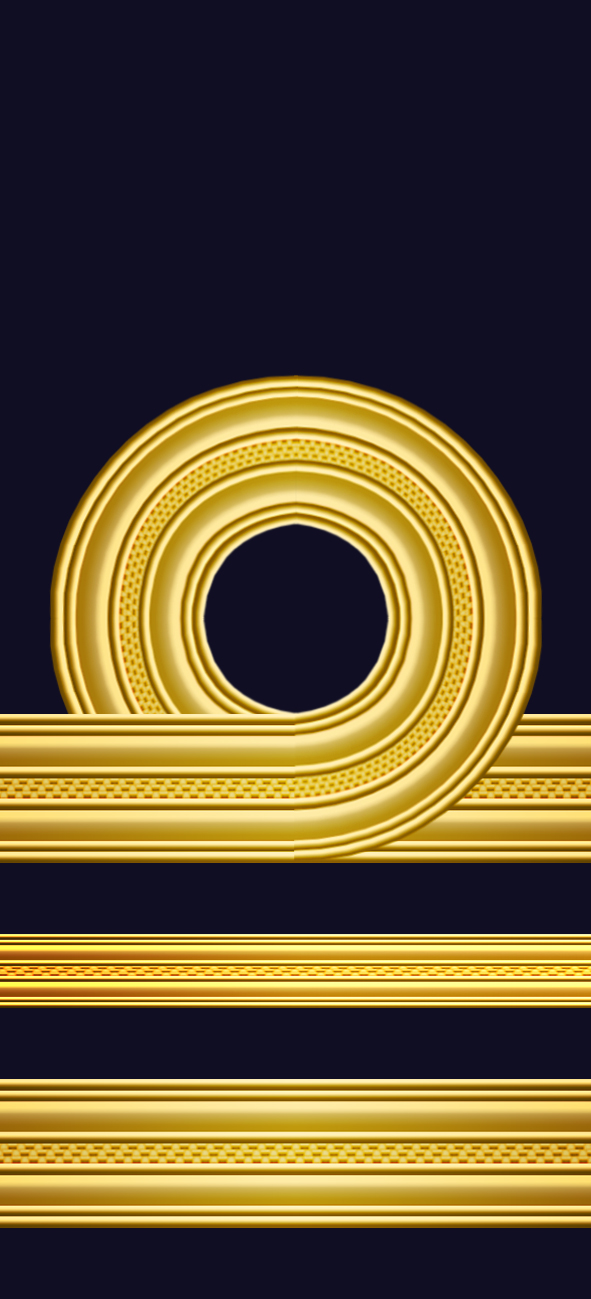
Flottan
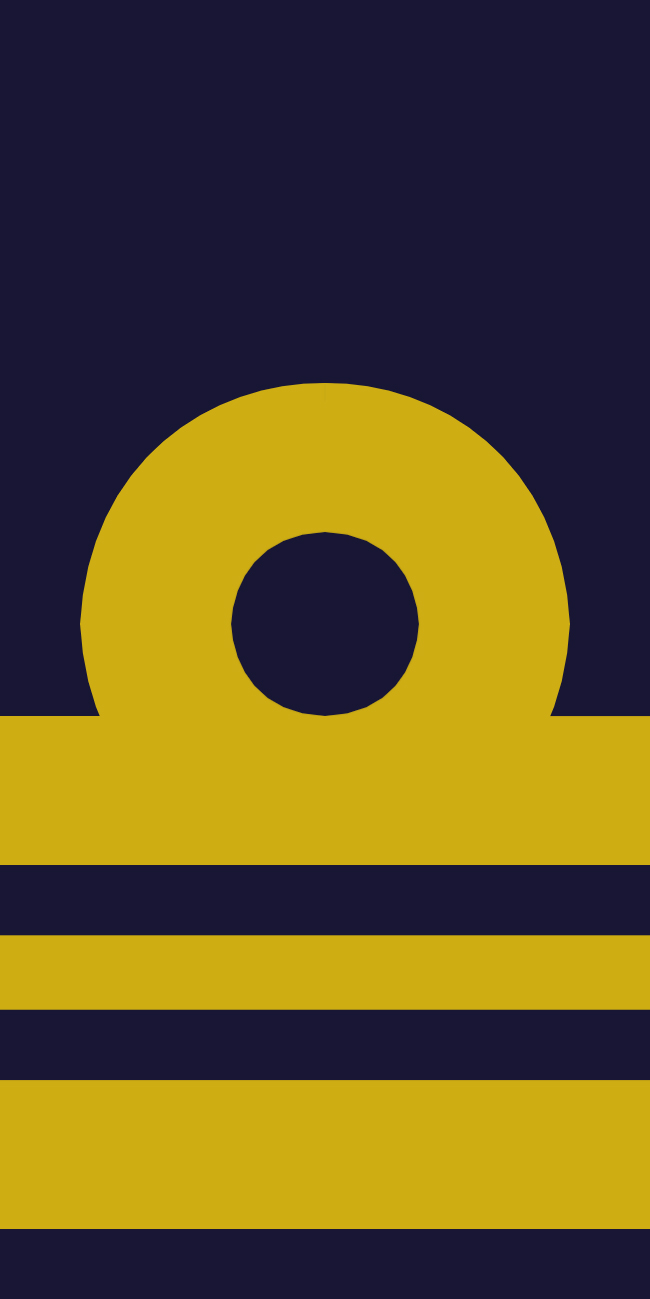
Flottan (sjöstridsdräkt)
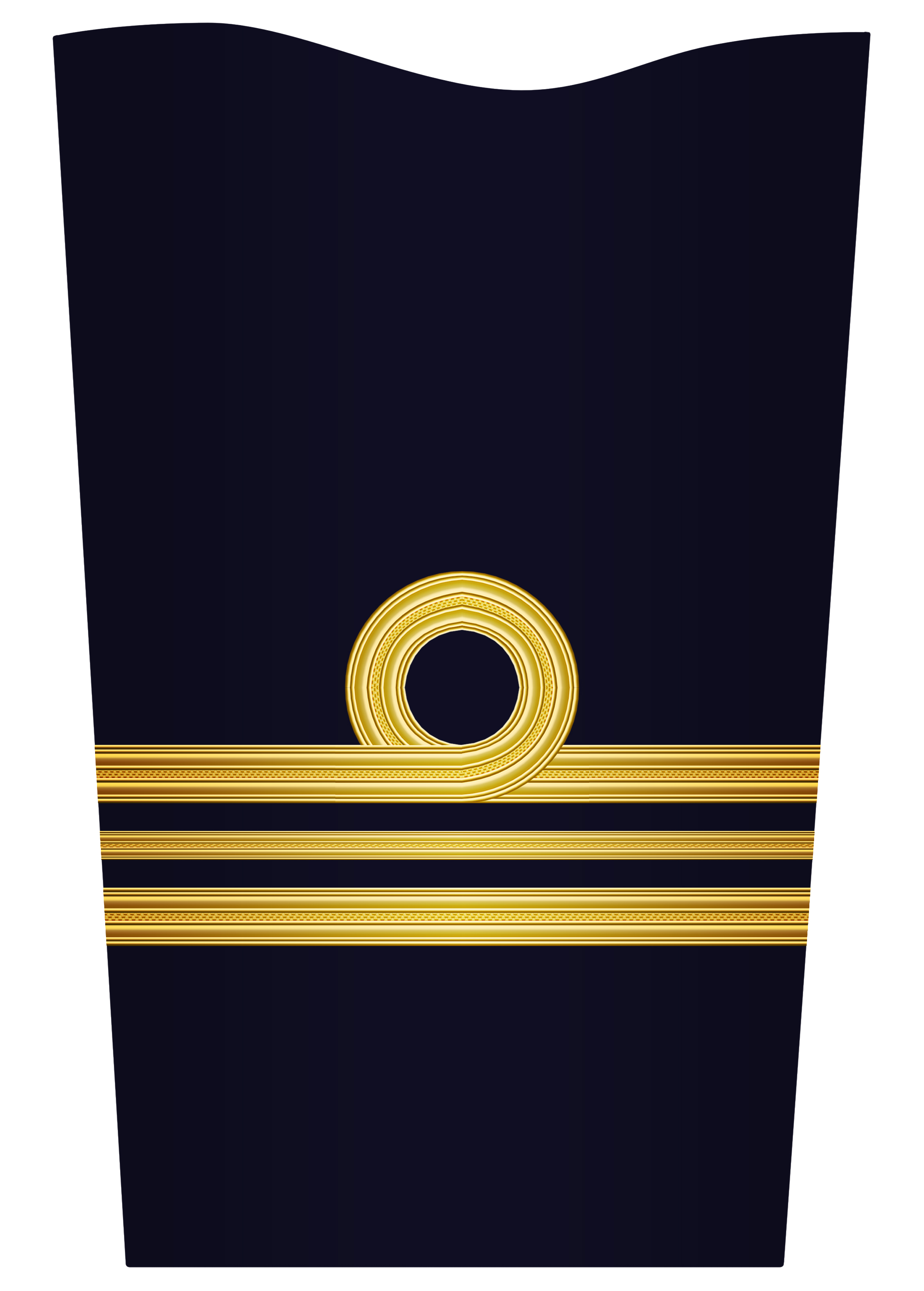
Gradbeteckning på ärm.
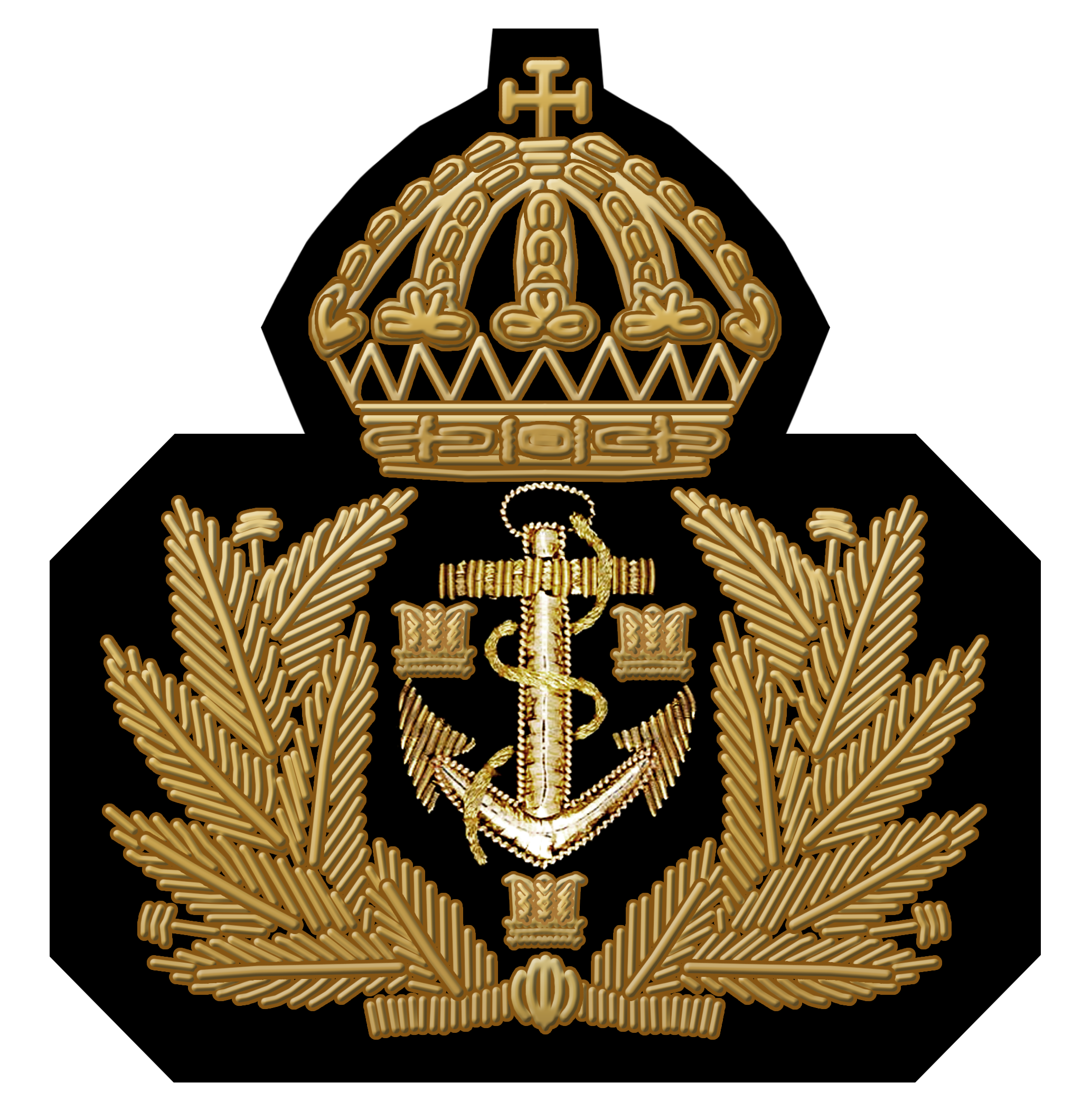
Mössmärke för taktisk officer i flottan.

### Gradbeteckning före 2003
Före 2003 bar örlogskapten två 12,6 mm galoner, en 6,3 mm galon och en ögla av 12,6 mm galon. Detta ändrades 2003 för att få ett mer internationellt utseende.

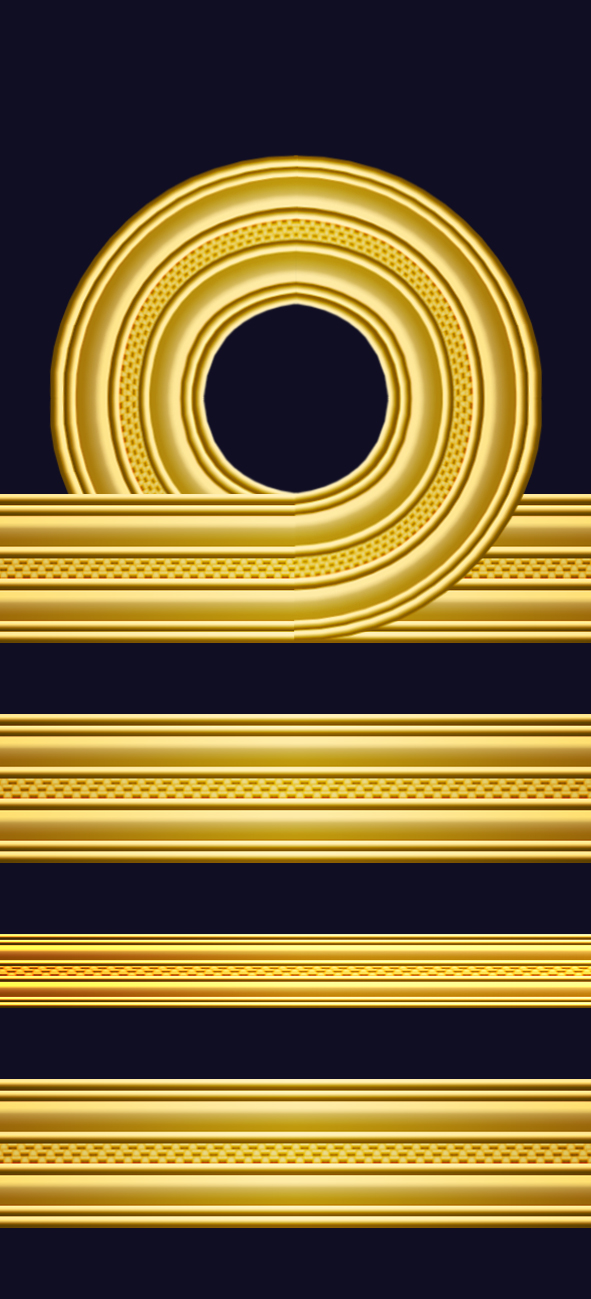
Örlogskapten före 2003. Axelklaffshylsa.
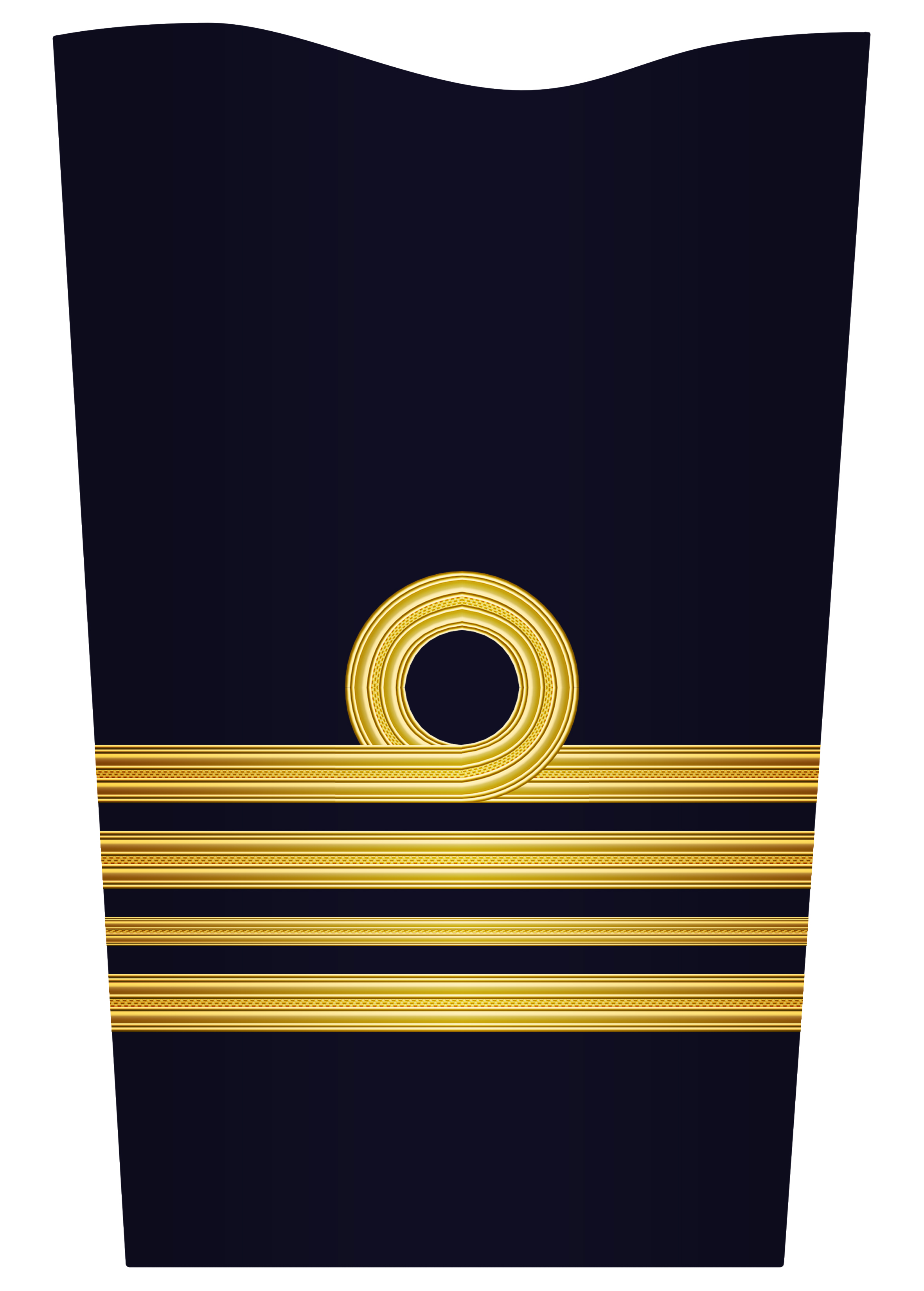
Örlogskapten före 2003. Gradbeteckning på ärm.

## Internationella jämförelser
Graden är inplacerad i NATO-nivån OF-3, vilket motsvarar följande grader nedan i olika länders försvarsmakter.
| OF-3 | Land/Försvarsmakt   | Grad                              | Gradbeteckning |
| ---- | ------------------- | --------------------------------- | -------------- |
|      | USA:s flotta        | Lieutenant Commander              |                |
|      | Brittiska flottan   | Lieutenant Commander              |                |
|      | Tysklands flotta    | Korvettenkapitän                  |                |
|      | Frankrikes flotta   | Capitaine de Corvette             |                |
|      | Norges marinförsvar | Orlogskaptein                     |                |
|      | Danmarks flotta     | Orlogskaptajn                     |                |
|      | Finlands marin      | Komentajakapteeni Kommendörkapten |                |